# 扬·姆尔维克
扬·姆尔维克（捷克語：Jan Mrvík，1939年3月29日—2023年5月27日），捷克男子赛艇运动员。他曾代表捷克斯洛伐克参加1964年夏季奥林匹克运动会赛艇比赛，获得男子八人单桨有舵手铜牌。